# Петровка (Карагандинская область)
Петро́вка (каз. Петровка, до 1930 года — Весёлое) — село в Бухар-Жырауском районе Карагандинской области Казахстана, административный центр Петровского сельского округа.

## География
Населённый пункт расположен в центральной части района, на правом берегу реки Нура (каз. Нұра), в 17,9 километрах (по автодороге) к западу от районного центра посёлка Ботакара, в 51 километрах к северо-востоку от областного центра города Караганда. Соседние населённые пункты: Сарытобе в 2,5 километрах к юго-востоку, Каратомар в 3,8 километрах к западу, Ботакара в 8 километрах к востоку. Транспортное сообщение осуществляется автомобильной дорогой республиканского значения Р-37 «Бастау—Актау—Темиртау». Абсолютная высота центра населённого пункта — 518 метров над уровнем моря.

## История
Переселенческий участок Петровский был образован в 1903 году, на берегу реки Нура, на территории Спасской киргизской волости Акмолинского уезда. Согласно справочным сведениям на 1911 год, общая площадь участка составляла 6 880,0 десятин, из них удобной — 4 560,0 неудобной — 2 320,0, церковной — 120,0; число душевных долей — 310. Участок находился в 180 верстах от близлежащего города, в 15 — от волостного правления и почтовой станции. Участок с утверждённым названием Петровский фигурирует на карте заселяемой части Сибири 1905 года, на 1907, на 1911 годы — пронумерован 59-м. Непосредственно Петровское сельское общество было образовано в 1905 году, преимущественно переселенцами из Таврической губернии. По другим данным, село было основано в 1903 году. По Памятной книжке Акмолинской области 1909 года, селение Весёлое — располагалось на 4-м участке и относилось к Санниковской волости (волостное село — Санниково), по Памятной книжке... 1912 года — находилось на 6-м участке.
После окончательного установления советской власти на территории нынешней Карагандинской области к середине 1920 года, постановлением Чрезвычайной полномочной комиссии ЦИК КАССР 25 апреля 1921 года была образована Акмолинская губерния, куда вошли бывшие уезды Акмолинской области кроме Омского:26—30. В январе 1923 года было проведено укрупнение волостей, в ходе которого в состав Санниковской волости вошли: Алексеевская, Конкринская, Журавлевская, Никольская, Ново-Рыбинская, Приозёрная и Урюпинская волости:26—30. В сентябре 1928 года утверждается районно-окружное деление, территория волости вошла в составы Сталинского и Ленинского районов Акмолинского округа:183—184. В декабре 1930 года на основании постановления ВЦИК от 23 июля 1930 года ликвидируется окружное деление и укрепляются районы, территория Ленинского района вошла в состав Аккольского, Атбасарского и Сталинского районов:183—184. С марта 1932 года — в составе Карагандинской области:230—232. Указом Президента Республики Казахстан от 23 мая 1997 года «Об изменениях в административно-территориальном устройстве Алматинской, Восточно-Казахстанской, Карагандинской и Северо-Казахстанской областей», Ульяновский район был переименован в Бухар-Жырауский район.
Совместным постановлением акимата Карагандинской области от 7 декабря 2007 года № 27/05 и решением III сессии маслихата Карагандинской области от 14 декабря 2007 года № 47 «Об изменениях в административно-территориальном устройстве районов Карагандинской области», в состав села вошло поселение упразднённого населённого пункта Чайлы.

## Достопримечательности

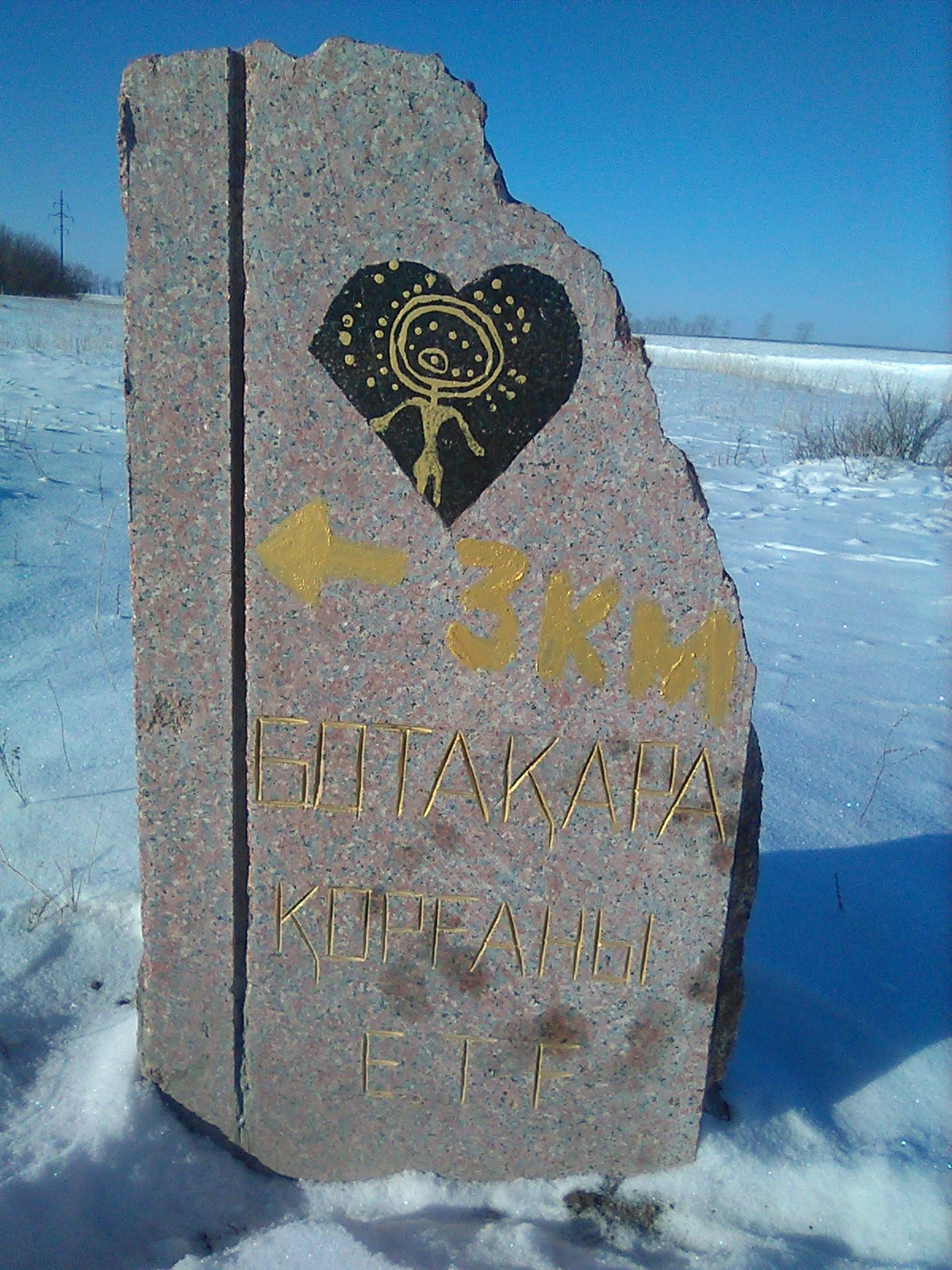

В 4,7 километрах к западу от села находится курган «Ботакара» эпохи бронзы.

## Население
| Численность населения | Численность населения | Численность населения | Численность населения |
| 1989                  | 1999                  | 2009                  | 2021                  |
| --------------------- | --------------------- | --------------------- | --------------------- |
| 2917                  | ↘2200                 | ↘1931                 | ↗2017                 |

национальный состав
Процентное соотношение численно-преобладающих национальностей села согласно переписи населения 1989 года:
| Национальность | Процентное соотношение |
| -------------- | ---------------------- |
| русские        | 41 %                   |
| немцы          | 27 %                   |
| другие         | 32 %                   |

персоналии
- Надежда Дулина (род. 1927) — Герой Социалистического Труда[21].